# Seeiso do Lesoto
Seeiso Bereng Seeiso do Lesoto (Maseru, Lesoto, 16 de abril de 1966) é um membro da família real do Lesoto, sendo o quarto na linha de sucessão ao trono do Reino do Lesoto. Detém o título de Príncipe Real. É o irmão mais novo do rei do Lesoto, Letsie III, e o filho do falecido rei Moshoeshoe II (1938-1996) e da rainha 'Mamohato Bereng Seeiso (1941-2003). Ele é o atual Alto Comissário do Lesoto para o Reino Unido. 

## Obras de caridade
Em abril de 2006, ele e o príncipe Henrique de Gales fundaram uma instituição de caridade chamada Sentebale, que apoia organizações do Lesoto, trabalhando com crianças e jovens desfavorecidos, particularmente órfãs, em consequência da SIDA/AIDS.

## Títulos
- S.A., o Príncipe Herdeiro do Lesoto
- S.A., o Príncipe Real